# Conditionnement (emballage)
 (mai 2008).
Pour les articles homonymes, voir Conditionnement.

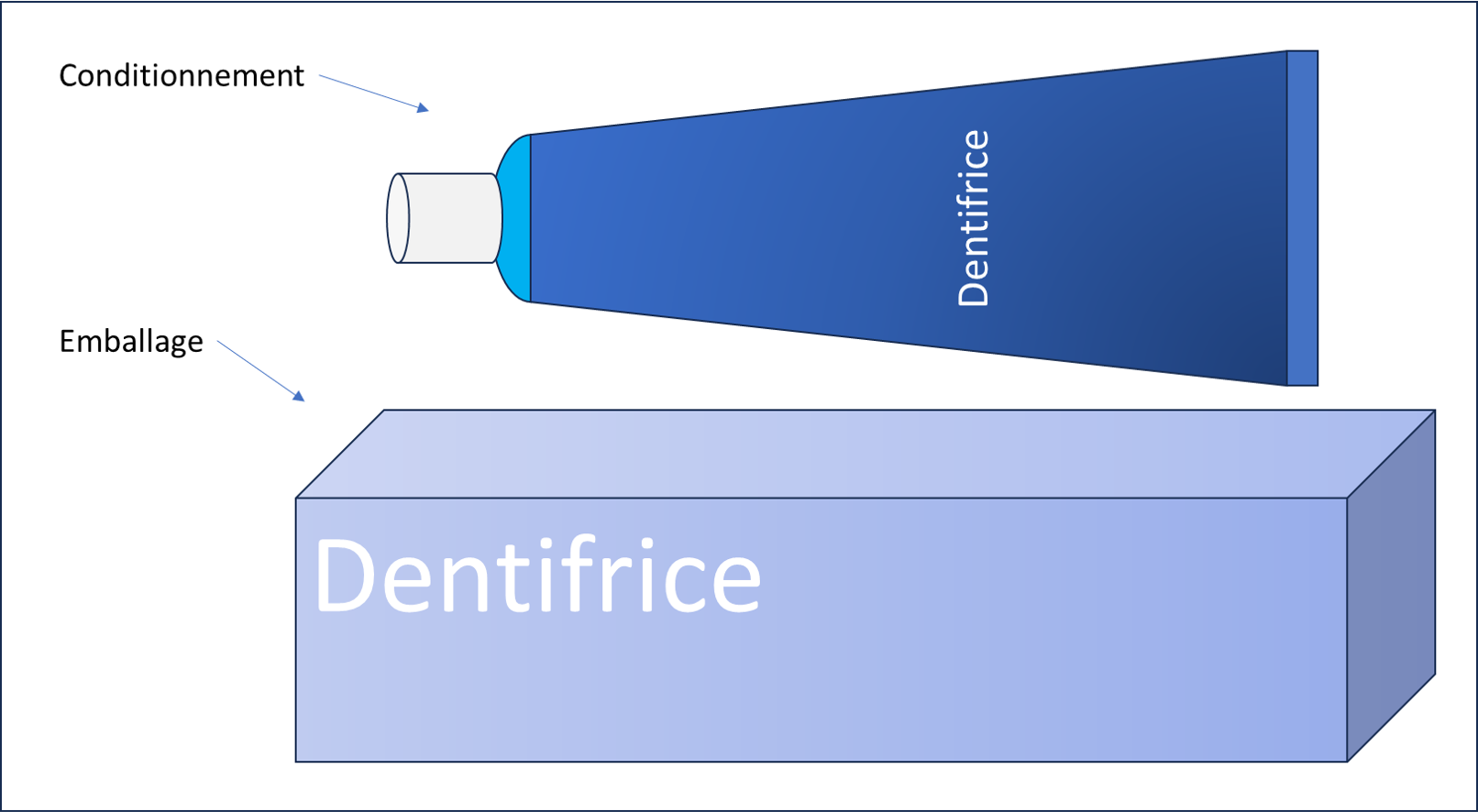
Packaging : conditionnement versus emballage

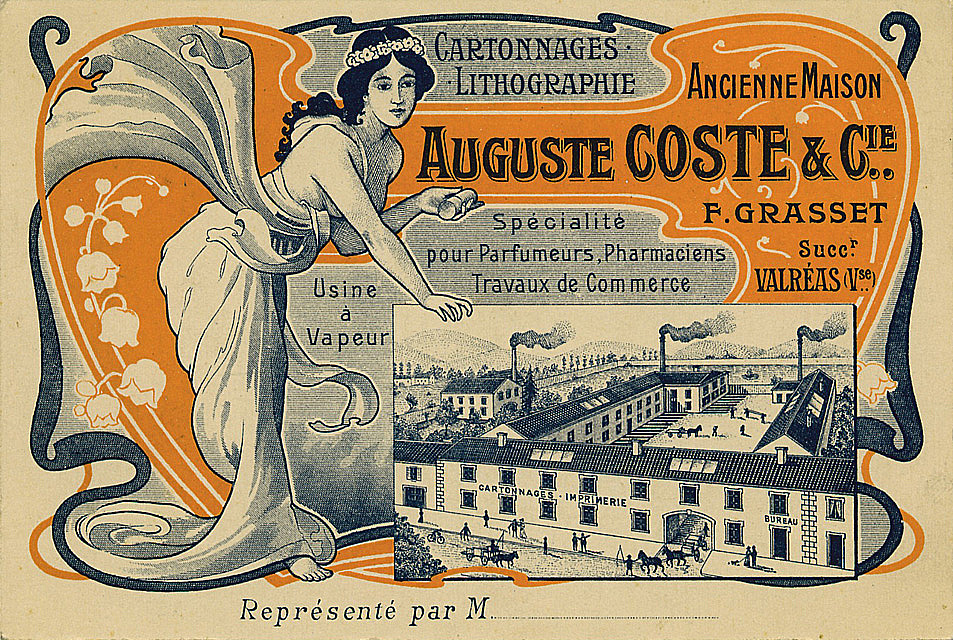
Publicité d'un fabricant d'emballage en carton au début du XXe siècle

Le conditionnement est le premier contenant d'un produit servant pour sa vente au détail. À la différence de l'emballage qui est le contenant qui assure la sécurité du produit dans sa manutention, sa conservation, son stockage et son transport.
« Conditionnement » est un terme d'ingénierie pour mettre quelque chose dans une condition particulière. Selon l'arrêté français du 3 avril 1996 fixant les conditions d'agrément des établissements d'entreposage des denrées animales et d'origine animale, il faut entendre par « conditionnement », l'opération qui réalise la protection des denrées par l'emploi d'une première enveloppe ou d'un premier contenant à son contact direct (emballage primaire) et, par extension, cette enveloppe ou ce contenant. Les établissements d'entreposage effectuant cette opération sont appelés centres de conditionnement.

## Salons
- le salon International Emballage
- le salon International du Process et du Conditionnement Alimentaire (IPA)
- le salon International EMPACK